# Rhabdodon septimanicus
Rhabdodon septimanicus es una especie del género extinto Rhabdodon (gr. “diente rígido”) de dinosaurio ornitópodo, rabdodóntido que vivió a finales del período Cretácico, hace entre 70 a 66 millones de años, en el Maastrichtiense, en lo que es hoy Europa. Fue descrita en 1991 por Buffetaut y Le Loeuff, basada en un fragmento aislado de la mandíbula, pero éste puede ser de la especie tipo Rhabdodon priscus.